# Gaedia connexa
Gaedia connexa là một loài ruồi trong họ Tachinidae.